# Wolfgang Feneberg
Wolfgang Feneberg (1935 – 8 de marzo de 2018) fue un católico alemán, luego un teólogo evangélico luterano del Nuevo Testamento, ex-jesuita y párroco de la Iglesia Luterana evangélica en Baveria y Catedrático.

## Vida
Después de estudiar filosofía y teología católica, Feneberg continuó un doctorado en teología del Nuevo Testamento. Completó el título de Magíster en Pedagogía (Mag. Ped.).
En 1977 Feneberg comenzó como maestro de "Introducción y Exégesis del Nuevo Testamento" en la Escuela de Filosofía de Munich, y trabajó después de dejar la orden de los jesuitas como pastor voluntario en la Iglesia evangélica Luterana en Baviera, y continuó en las Escuelas Bíblicas de la Universidad de Erlangen-Núremberg, la Universidad Alemana de Armenia (Profesor de Nuevo Testamento y Estudios Judíos), y como vicepresidente y presidente de la Academia de San Pablo.
Ha publicado sobre varios temas de la teología del Nuevo Testamento y la espiritualidad ignaciana, y participó activamente en el retiro acompañado y la dirección espiritual.

## Obras selectas

### Libros
- Feneberg, Wolfgang (1974). Der Markusprolog; Studien zur Formbestimmung des Evangeliums. Studien zum Alten und Neuen Testament. Vol. 36. München: Kösel-Verlag. ISBN 9783466253364. OCLC 1152014.
- Feneberg, Wolfgang (1990). Jesus, der nahe Unbekannte. München: Kösel-Verlag. ISBN 9783466203178. OCLC 65388158.
- Feneberg, Wolfgang (2004). Mystik und Politik Jesu: ein Kommentar zu Johannes 1-12 im Gespräch der Religionen. Stuttgart: Verl. Kath. Bibelwerk. ISBN 9783460331679. OCLC 248794501.

### Revistas y artículos enciclopédicos
- Feneberg, Wolfgang (1977). «Das Neue Testament als ökumenischer Helfer». Stimmen der Zeit 195 (4): 278-280.
- Feneberg, Wolfgang (1979). «Jesus und die Gewalt. Die These Girards». Entschluß: Zeitschr. für Praxis u. Theologie 34 (4): 38.
- Feneberg, Wolfgang (1980). «Liebe zu Israel». Stimmen der Zeit 198 (2): 136-137.